# Buster (nome)
Buster  è un nome proprio di persona inglese maschile

## Origine e diffusione
Il nome ebbe origine negli Stati Uniti, inizialmente come un soprannome la cui radice deriva dal verbo to bust, ovvero "rompere" e che veniva assegnato a persone che rompevano frequentemente qualcosa.
Il nome raggiunse la popolarità soprattutto grazie all'attore del cinema muto Buster Keaton.

## Onomastico
Il nome è adespota e quindi l'onomastico viene festeggiato il 1º novembre, giorno dedicato alla festa di Ognissanti.

## Persone

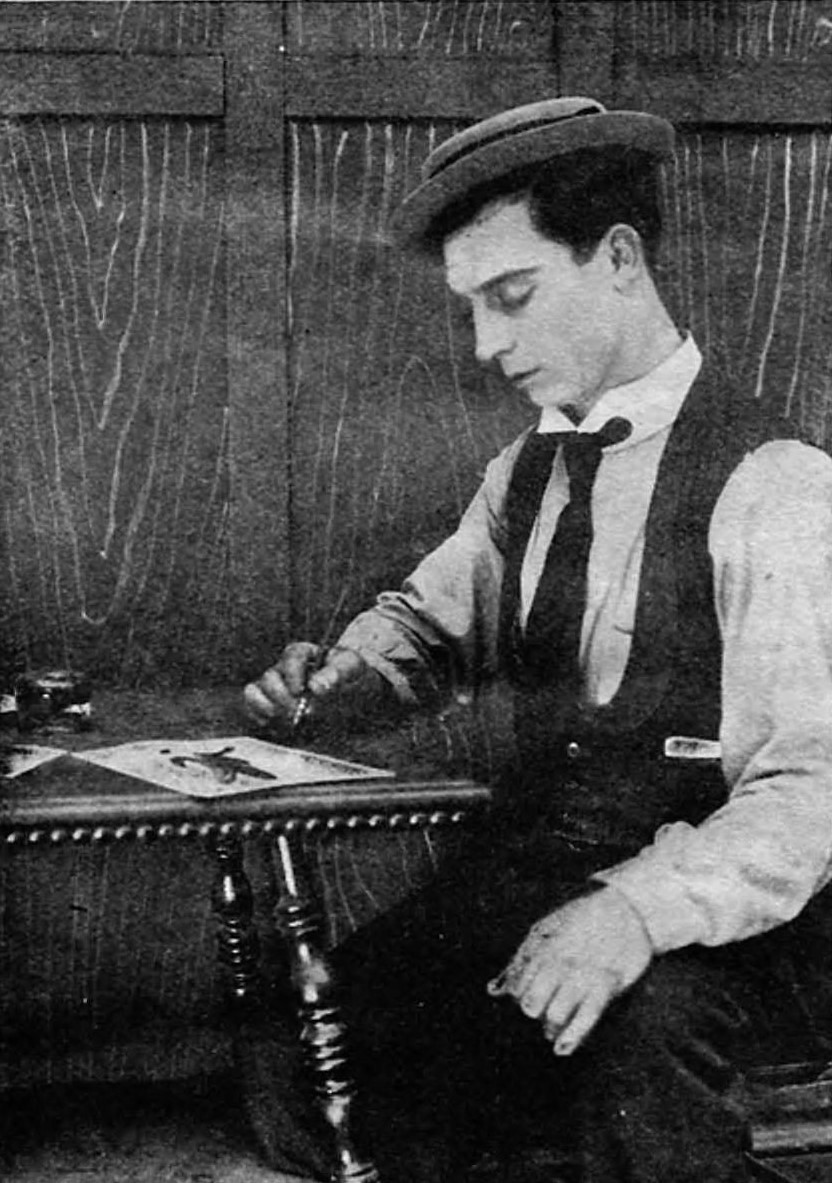
Buster Keaton

- Buster Crabbe, nuotatore e attore statunitense
- Buster Keaton, attore statunitense
- Buster Matheney, cestista statunitense
- Buster Mottram, tennista britannico
- Buster Poindexter, pseudonimo di David Johansen, cantante statunitense
- Buster Skrine, giocatore di football americano statunitense

## Il nome nelle arti
- Buster è un film del 1988 diretto da David Green e con protagonista Phil Collins [3]
- Buster Bunny è uno dei protagonisti della serie televisiva d'animazione del 1990 I favolosi Tiny[4]
- Buster è uno dei protagonisti del film d'animazione del 2001 Lilli e il vagabondo II - Il cucciolo ribelle[5]